# Sân bay Libi
Sân bay Libi là một sân bay dã chiến được xây dựng trong thời kỳ chiến tranh tại Trung bộ thuộc tỉnh Hà Tĩnh, Việt Nam
Sân bay dã chiến Libi được gọi tên theo tên của một khe nước trong khu vực.
Sân bay Libi được bí mật xây dựng vào khoảng đầu năm 1971 tại khu vực mà nay là lòng hồ Kẻ Gỗ, huyện Cẩm Xuyên, tỉnh Hà Tĩnh để đối phó với chiến dịch "Lam Sơn 719" của quân đội Mỹ nhắm mục tiêu đánh vào căn cứ hậu cần của Mặt trận dân tộc giải phóng Miền Nam đặt tại thị trấn Sepon, Lào. Sau trận đánh ngày 7/1/1973, sân bay dã chiến Libi bị thiệt hại và dần lãng quên.
Năm 1976, tỉnh Hà Tĩnh đã thi công hồ Kẻ Gỗ phục vụ công tác thủy nông tưới tiêu cho các huyện Thạch Hà, Cẩm Xuyên, Can Lộc. Tất cả mọi chứng tích chiến tranh trên đoạn đường 25 km từ đầu đường 22 (khu vực Đá Bạc) đến sân bay Libi nay đã chìm sâu dưới lòng Hồ Kẻ Gỗ.